# Philexfrance
Philexfrance est le nom des expositions internationales de philatélie organisées en France en 1982, 1989 et 1999. Le salon est l’occasion pour les collectionneurs de découvrir des expositions de collections, de rencontrer des administrations postales étrangères et des négociants en timbres ; les associations philatéliques y animent des activités pour faire découvrir la collection de timbres aux jeunes et au grand public. Avant et pendant, les Philexfrance ont été l’occasion en 1989 et 1999 de plusieurs émissions de timbres et de blocs-feuillets par La Poste française.
Les expositions de 1989 et de 1999 ont été organisées par l’Association pour le développement de la philatélie, regroupement des principaux acteurs français de la philatélie.

## Philexfrance 82
Du 11 au 21 juin 1982 au CNIT de la Défense. 
Émission française spéciale : Bloc-feuillet Marianne de Cocteau. Ce timbre est repris, toujours gravé par Albert Decaris, mais dans un format en hauteur, imprimé en paire, encadrant le logotype du graphiste Michel Durand-Megret.

## Philexfrance 89

Le logotype créé par Michel Durand-Mégret.

Ce mondial de philatélie a eu lieu au Parc des expositions de la porte de Versailles du 7 au 17 juillet 1989. Le thème principal était le bicentenaire de la Révolution française.

### Marianne du Bicentenaire
Étaient présentées, dans le cadre architectural (qui était un hommage à Claude-Nicolas Ledoux) de l'exposition, les sept Marianne finalistes du concours, entre autres, celles de Claude Jumelet, Cyril de La Patellière ou Louis Briat. De plus, à l'invitation de La Poste, ces sept lauréats avaient exposé une œuvre personnelle.

### Timbres émis en annonce de Philexfrance 89
- La Liberté de Gandon d'après Delacroix à 2,20 F attenant avec une vignette-annonce en 1987 et en 1988.
- En 1988 : une bande de deux timbres et d’une vignette-annonce : « L’assemblée des trois ordres à Vizille » et « la journée des tuiles à Grenoble », deux tableaux d’Alexandre Debelle.
- Les timbres du programme philatélique 1989 sur le thème de la Révolution : le logotype de Folon, le triptyque Liberté, Égalité, Fraternité, un extrait de l’esquisse du Serment du Jeu de Paume de David, un carnet et un bloc sur 10 personnages de la Révolution.
- Bloc-feuillet de prestige : la Déclaration des droits de l'homme et du citoyen. Vendu sur réservation pour 50 francs, le bloc était accompagné d’une entrée pour Philexfrance.

### Matériel philatélique français émis pendant le salon
- « Carte postale électronique » : un entier postal dont le texte et l’oblitération étaient imprimés par la machine. L’expédition était immédiate. Valeur faciale : 10 francs.
- Des carnets de dix timbres Liberté de Gandon confectionnés sur place avec une couverture sur le thème de la Révolution et renouvelée chaque jour.

### Émissions étrangères
Parmi les nombreuses émissions de timbres dans le monde sur le thème de la Révolution française en 1989, certaines ont eu des répercussions dans l'actualité philatélique :
- l’inversion des couleurs du drapeau français sur le timbre américain « Liberty, Egality, Fraternity ».
- L’URSS honora Danton, Robespierre et Marat sur un même timbre.
- la Grèce reprit le drapeau français et le visage de la Liberté extrait du tableau d'Eugène Delacroix, et qui servait alors sur les timbres d’usage courant français.
- Le Paraguay surchargea du logo Philexfrance 89 un timbre dédié à l’Endeavour, le navire du capitaine James Cook, au point de rendre le bateau difficile à distinguer.

## Philexfrance 99

Le logotype créé par l'agence Stratéus.

Le mondial de la philatélie du 2 au 11 juillet,a été en partie consacré au 150e anniversaire du premier timbre français, le Vingt centimes noir dont la reproduction eut droit à un carnet et un timbre grand format doté d’un hologramme de Cérès.
Parmi les émissions annonçant la manifestation :
- la Marianne du 14 juillet attenant au logo, émis en décembre 1997 ;
- timbres et bloc-feuillet reproduisant les dessins d’Antoine de Saint-Exupéry pour Le Petit Prince, en septembre 1998 ;
- un carnet de timbres sur timbres pour le 150e anniversaire du premier timbre de France de 1849, en janvier 1999 ;
- un bloc de prestige « Les chefs-d'œuvre de l’art », dont La Joconde, en mars 1999 ; vendu 50 francs pour 20 francs de valeur faciale, la surtaxe finance l'Association pour le développement de la philatélie, organisatrice de Philexfrance ;
- et le premier timbre de France avec hologramme dont la mise en vente anticipée coïncide avec le premier jour de l'exposition.